# Karavanke
Las montañas Karavanke (en alemán: Karawanken y en esloveno: Karavanke) forman una cordillera que separa Eslovenia de Austria, formando así una frontera natural entre ambos países. Con una longitud total de 120 kilómetros, la cadena de los Karavanke constituyen un grupo montañoso de particular relieve dentro del conjunto de los Alpes. Según la definición de la SOIUSA, es una subsección perteneciente a los Alpes de Carintia y de Eslovenia. Se alza en el límite entre Eslovenia y Austria (Carintia). Afectan en una pequeña parte también a Italia (Friuli-Venecia Julia).

## Características
Los Karavanke forman un límite natural entre Austria y Eslovenia, y hay muchos puertos de montaña que unen a los dos países. Hay numerosos pasos importantes en esta cordillera, algunos de los cuales han sido utilizados desde la prehistoria, como el Loiblpass (Ljubelj en esloveno) que tiene una altitud de 1370 metros y una antigüedad de 300 años. Actualmente (2009), dos túneles, uno por carretera y otra por ferrocarril, superan esta cadena montañosa uniendo a los dos estados entre Villach, Austria, y Jesenice, Eslovenia.
Las montañas Karavanke ofrecen muchas posibilidades para hacer senderismo, existiendo diversos refugios de montaña. Desde muchas de sus cumbres hay una bonita vista hacia la cuenca de Klagenfurt, así como a los valles del lado esloveno. En general, el lado austriaco es más rocoso y escarpado, mientras que el esloveno es menos pronunciado y está cubierto por bosques y praderas.

## Clasificación
La partición de los Alpes definía la sección n.º 21 llamada Karavanke. Tal sección tenía dimensiones mayores de la subsección de la SOIUSA, llamada Karavanke. Comprendía también los Alpes de Kamnik y de la Savinja y los Prealpes Eslovenos del noreste.
El AVE definió el grupo n.º 59 llamado Karavanke y Pohorje.
La SOIUSA, habiendo instituido la sección alpina de los Prealpes Eslovenos, define los Karavanke de manera más restrictiva. Se encuentra en los Alpes orientales, con la siguiente clasificación:
- Gran sector = Alpes del sudeste
- Sección = Alpes de Carintia y de Eslovenia
- Subsección = Karavanke
- Código = II/C-35.I

## Límites
Los montes Karavanke limitan:
- al norte van descendiendo hasta la llanura de Klagenfurt;
- al noreste con los Prealpes Eslovenos del noreste (en los Prealpes Eslovenos) y separados por el paso Reht;
- al sudeste con los Alpes de Kamnik y de la Savinja (en la misma sección alpina) y separados por cinco puertos alpinos;
- al sudoeste con los Alpes Julianos (en los Alpes y Prealpes Julianos) y separados por el paso de Ratece;
- al oeste con los Alpes Cárnicos (en los Alpes Cárnicos y del Gail) y separados por el curso del río Slizza;
- al noroeste con los Alpes del Gail (en los Alpes Cárnicos y del Gail) y separados por el curso del río Gail.

## Subdivisión
Según la SOIUSA, los Karavanke se subdividen en tres supergrupos, diez grupos y once subgrupos:
- Karavanke occidentales (A)[3]
  - Grupo de la Kepa (A.1)
    - Dorsal Peč-Blekova (A.1.a)

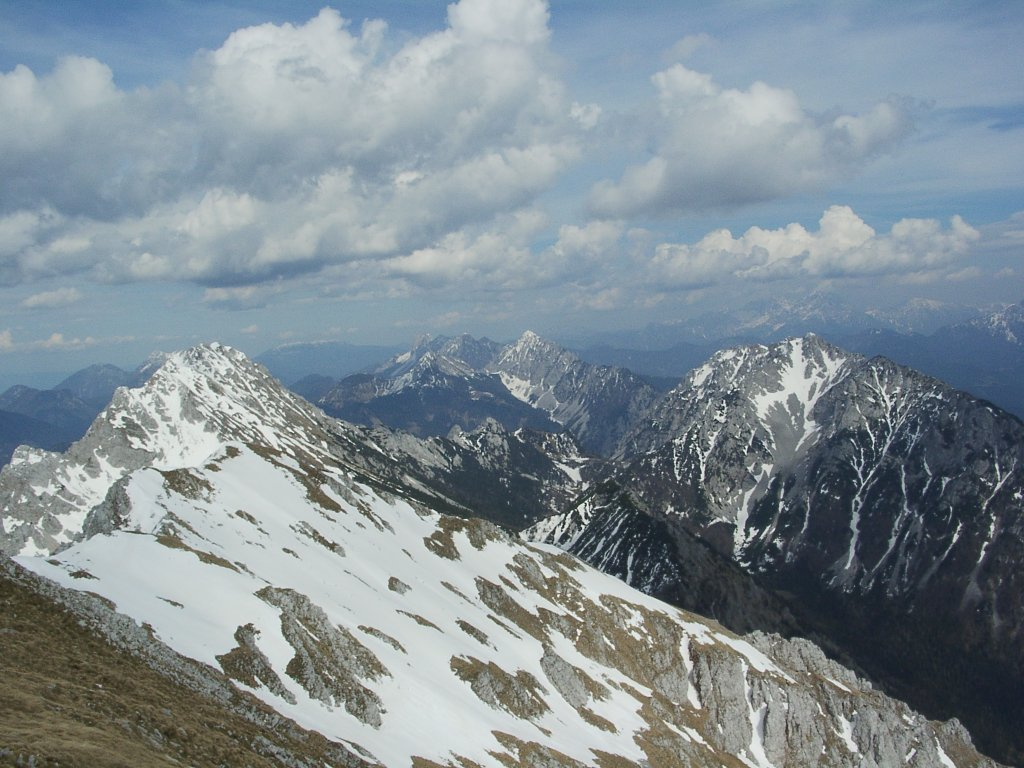
Vista de Hochstuhl hacia la parte este de los Karavanke.

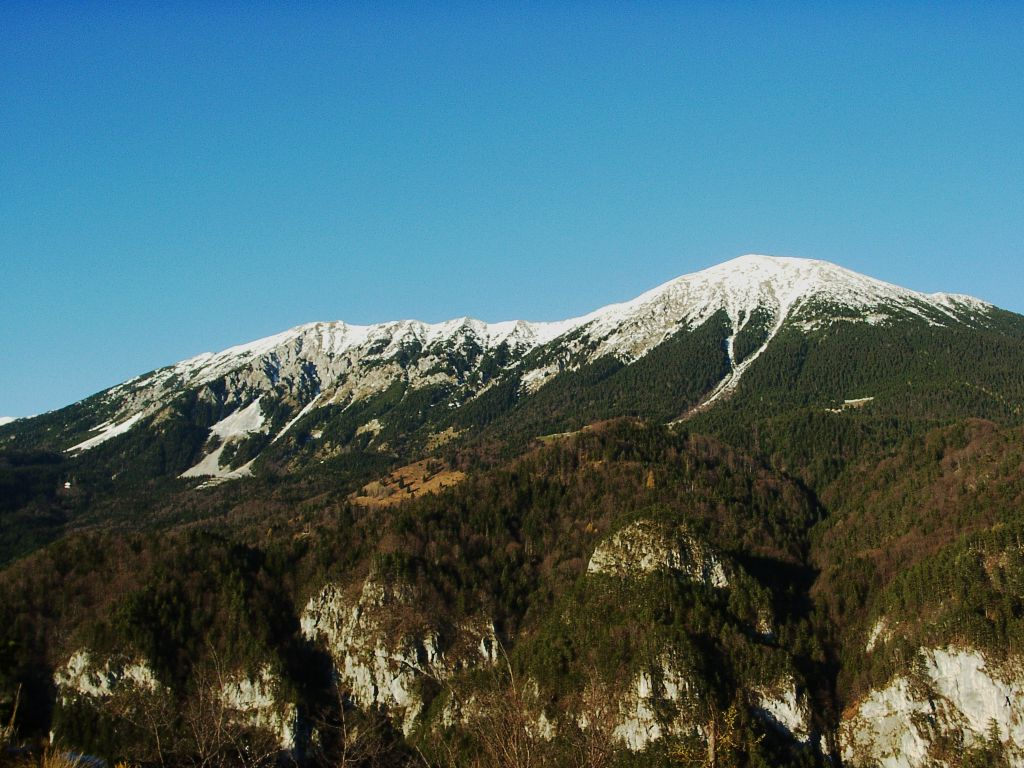
Vista de Hochstul desde la ladera.

    - Dorsal Lepi vrh-Trupejevo Poldne-Malosko Poldne (A.1.b)
    - Dorsal Visoki Kurji vrh (A.1.c)
    - Dorsal de la Kepa (A.1.d)

  - Grupo de la Golica (A.2)
  - Grupo del Stol (A.3)
    - Dorsal del Stol (A.3.a)
    - Costiera de la Dobrča (A.3.b)

  - Grupo de la Košuta (A.4)
    - Dorsal de la Košuta (A.4.a)
    - Dorsal Plešivec-Virnikov Grintovec-Pristovški Storžič (A.4.b)
    - Dorsal Javorniki-Stegovnik (A.4.c)
- Karavanke septentrionales (B)[4]
  - Grupo Psinjski vrh-Žingarica (B.5)
  - Grupo Grlovec-Setiče (B.6)
    - Dorsal del Grlovec (B.6.a)
    - Dorsal del Setiče (B.6.b)

  - Grupo del Hochobir (B.7)
- Karavanke orientales (C)[5]
  - Grupo del Olševa (C.8)
  - Grupo de la Peca (C.9)
  - Grupo del Uršlja (C.10)

## Cimas

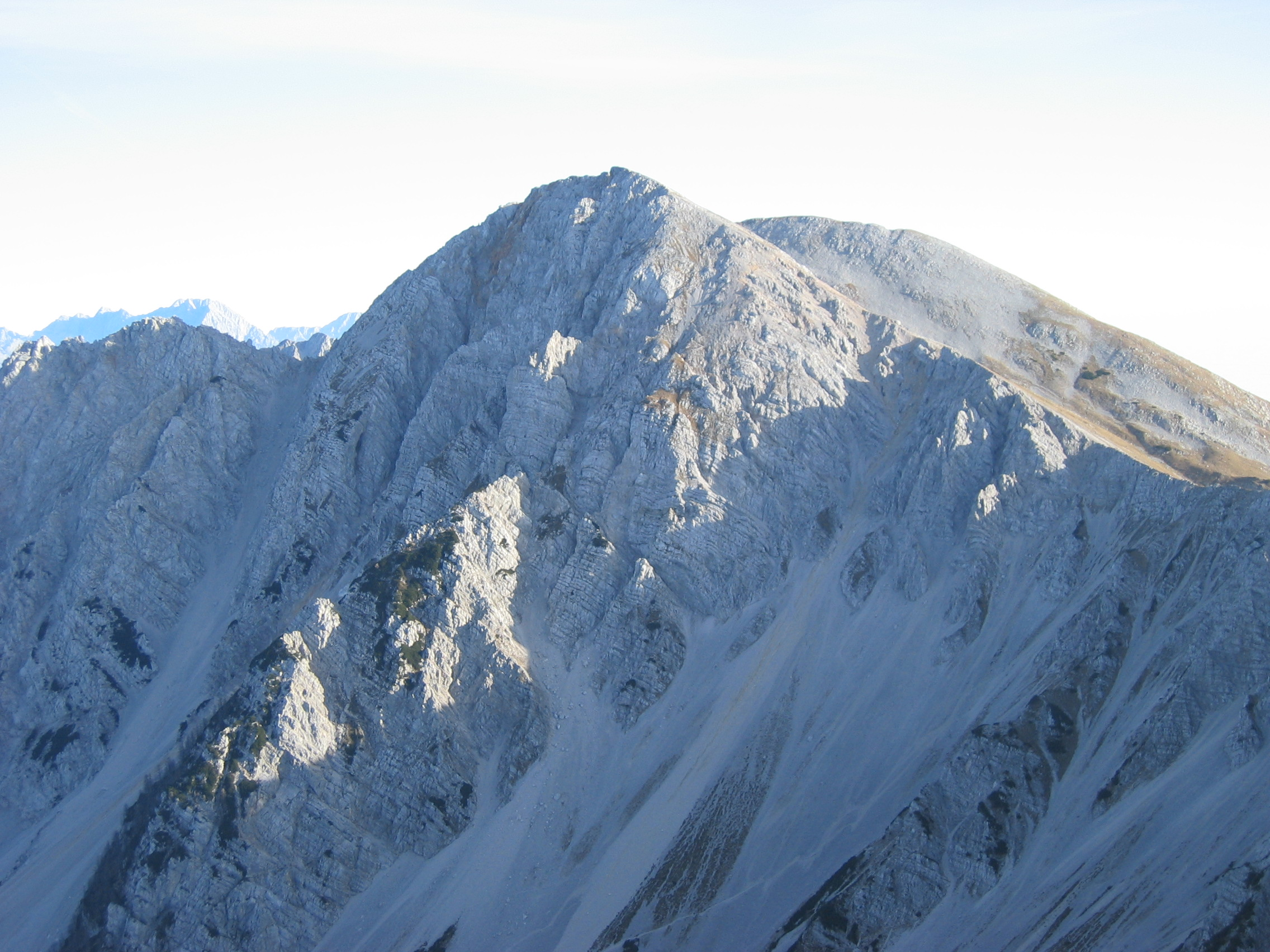
El Hochstuhl.

Los picos más importantes son:
| nombre en alemán | nombre en esloveno | altura |
| ---------------- | ------------------ | ------ |
| Hochstuhl        | Veliki Stol        | 2.236  |
| Vertatscha       | Vrtača             | 2.180  |
| Mittagskogel     | Kepa               | 2.143  |
| Hochobir         | Ojstrc             | 2.139  |
| Koschuta         | Košuta             | 2.133  |
| Petzen           | Peca               | 2.113  |
|                  | Begunjščica        | 2.063  |
| Ouschewa         | Olševa             | 1.929  |
| Freiberg         | Setiče             | 1.923  |
| Ferlacher Horn   | Grlovec            | 1.840  |
| Kahlkogel        | Golica             | 1.835  |
| Hahnkogel        | Klek               | 1.754  |
| Singerberg       | Žingarica          | 1.589  |
|                  | Korošica           | 1.554  |
| Gipfel des Ofen  | Peč                | 1.508  |